# لوک چدویک
لوک چدویک (انگلیسی: Luke Chadwick؛ زادهٔ ۱۸ نوامبر ۱۹۸۰) یک بازیکن فوتبال اهل بریتانیا است.